# Viper in der Faust
Viper in der Faust  (Originaltitel: Vipère au poing) ist ein französisch-britischer Film aus dem Jahre 2004 und eine Literaturverfilmung des gleichnamigen Romans von Hervé Bazin. Regie führte Philippe de Broca.

## Handlung
Im Frankreich der 1920er Jahre wachsen die Brüder Ferdinand und Jean Rezeau in gutsituierten Verhältnissen bei ihrer Großmutter auf dem Land auf. Als aber deren Mutter Paule aus Indochina zurückkehrt, geraten die Brüder unter das tyrannische und sadistische Regiment der Mutter. Zweimal unternehmen die Brüder einen Mordversuch an Paule, der aber jedes Mal misslingt.
Der Film endet damit, dass Paule ihren Sohn Jean in ein Internat schickt und dieser als Erwachsener an ihrem Totenbett auf die Zeit mit Paule zurückblickt und bemerkt, dass sie sein Leben nachhaltig geprägt hat.

## Kritik
„Die Verfilmung eines autobiografischen Romans fährt dessen tragische Seite weitgehend zurück und konzentriert sich auf einen Mutter-Sohn-Konflikt mit zunehmend grotesken Auswüchsen. Formal schnörkellos, versinkt der Film zu sehr in Karikaturen, als dass er unter die Oberfläche dringen könnte, und lässt als Charakter- und Gesellschaftsbild viel zu wünschen übrig.“